# Massacre de Sens

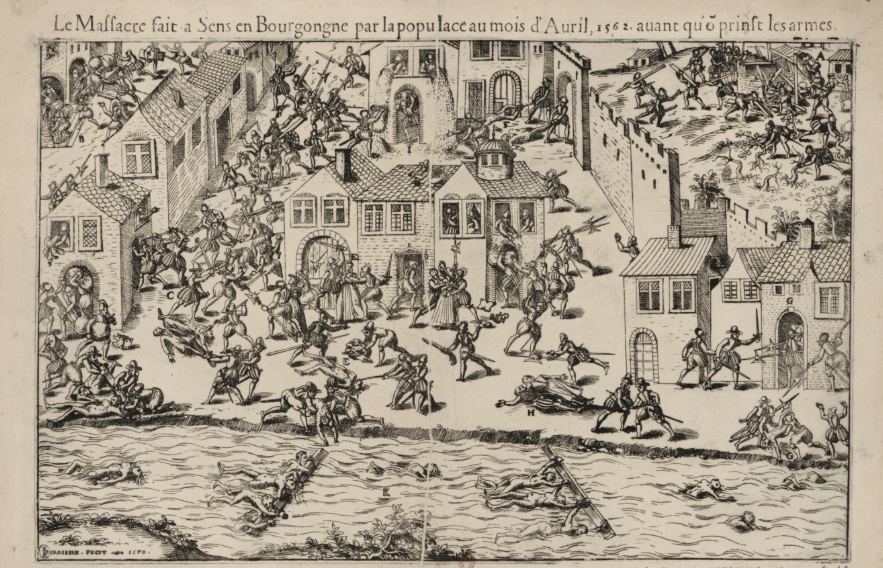
Représentation protestante du massacre, datant de la fin du XVIe siècle. Les huguenots y sont attachés à des poteaux et noyés dans l'Yonne.

Le massacre de Sens est une émeute ayant dégénéré en massacre en avril 1562, dans les premières semaines des guerres de Religion en France, à Sens. Plus de cent huguenots sont tués, ce qui en fait l'un des massacres les plus meurtriers de ces guerres jusqu'à celui de la Saint-Barthélemy.

## Contexte

### Persécutions
Les huguenots, c'est-à-dire les protestants qui suivent les enseignements de Jean Calvin, ont été victimes en France de persécutions continues à partir de l'affaire des Placards, sous le règne de François Ier. En janvier 1562, la régente Catherine de Médicis manifeste une possible tolérance, avec la publication de l'édit de Saint-Germain, accordant la liberté de conscience et de culte (dans le cadre privé), ainsi que la présence de quelques temples publics.

### Les huguenots de Sens
La communauté huguenote de Sens est petite, comptant à l'époque 600 membres dans une ville peuplée de 16 000 habitants, mais est bien établie parmi les élites religieuses et laïques, le prévôt de la ville et le diacre de la cathédrale faisant partie de la communauté. Les huguenots sont assez bien représentés dans la classe moyenne de la ville mais bien moins dans les communautés rurales environnantes. La communauté est organisée et possède une garde armée, protégeant les services d'éventuelles intrusions.
Ainsi, la communauté concourt à la nomination des représentants de la ville pour les États généraux de 1560, où un protestant et un catholique sont envoyés. Après la mise en place de l'édit de Saint-Germain, les huguenots demandent rapidement un lieu de culte. Le maire de Sens, un catholique nommé Hémard, s'oppose à la pétition et incite les prédicateurs catholiques à dénoncer cette construction.

### Le massacre de Wassy et la Première guerre de Religion
Le 1er mars 1562, François de Guise et ses troupes s'arrêtent dans la ville de Wassy sur le chemin de Paris. Ils rencontrent une congrégation de huguenots ne respectant pas l'édit de Saint-Germain (célébrant leur culte en public) et commettent un massacre. Cela précipite la Première guerre de Religion, les hostilités débutant avec la prise d'Orléans le 2 avril 1562 par Louis Ier de Bourbon-Condé, prince protestant. Sens se retrouve au milieu des hostilités car, si la plupart de la Champagne est sujet du duc de Guise, François Ier de Nevers — gouverneur du duché — préfère prêter allégeance à Louis Ier de Condé.

## Le massacre

### Escalade de la violence
Le 29 mars 1562, un dimanche de Pâques, les huguenots, revenant d'un service religieux hors des murs de Sens, sont attaqués par des bateliers de Paron, un village voisin. S'ils parviennent à s'échapper, ils décident de cesser les services et de renvoyer le pasteur, pour des raisons de sécurité. Pendant qu'ils attendent les instructions du duc de Nevers, l'opposition catholique de Sens prend le contrôle, dans les deux premières semaines d'avril, de l'artillerie de la ville puis des portes et forme une milice de 150 hommes. Le 10 avril se déroule une réunion des notables catholiques de la ville : les historiens huguenots de l'Historie Ecclesiastique affirment qu'un massacre est planifié à ce moment-là.

### Les événements du12 avril
Le 12 avril 1562, les notables mettent leur plan en action, en profitant de la présence en ville de pèlerins des campagnes environnantes à l'occasion de la Saint Savinien. Le matin, le maire ordonne à la population de détruire l'église huguenote. Plus tard dans la journée, il envoie la milice arrêter les dirigeants de la communauté protestante de Sens, sortis de la ville en compagnie du capitaine gascon Mombaut. Ces derniers sont pris au dépourvu, mais les arrestations sont menées avec incompétence, permettant à Mombaut de rassembler les huguenots dans une maison fortifiée et de préparer la défense. Les catholiques et leur artillerie attaquent la maison, tuant dans les heures suivantes Mombaut et ceux qui l'accompagnent. Le maire et la milice perdent alors le contrôle, la population huguenote étant alors massacrée par les pèlerins, qui pillent plus de 50 maisons et tuent une centaine d'habitants. Les autorités cherchent en vain à rétablir le calme le 13 avril, mais leurs ordres sont ignorés. Les corps des huguenots sont jetés dans l'Yonne et, quelques jours plus tard, Pierre de Paschal rapporte voir des corps dans la Seine, près de Paris.

## Conséquences

### Réactions des protestants
À la suite des événements à Wassy, les craintes de massacre et le désir de vengeance s'aggravent dans la population huguenote. Alors que Louis Ier de Condé interdit à ses troupes de pratiquer l'iconoclasme et de détruire les édifices catholiques lors de son entrée à Orléans, les nouvelles du massacre de Sens l'empêche de faire respecter ses ordres. À Troyes, les nouvelles du massacre poussent les protestants à commettre des actes désespérés, comme la prise pendant plusieurs jours des portes de la ville, jusqu'à l'intervention du duc de Nevers. Dans les mois qui suivent, ils sont victimes de répression et de meurtres.

### Consolidation du catholicisme
La perte des élites protestantes au sein de la ville de Sens renforce la domination du catholicisme en Champagne, pendant et après la Première guerre de Religion, qui se conclut par la Paix d'Amboise le 19 mars 1563. Sous l'influence de Nicolas de Pellevé, client du duc de Guise, Sens adopte rapidement la charte de la Ligue catholique dans les années 1570.